# Delly Madrid
Delly Madrid Arana (Lima, 29 de abril de 1979) es una modelo, nadadora profesional y actriz cómica peruana. Madrid representó a su país en Bailando por un sueño: segundo campeonato mundial de baile.

## Biografía
Desde su infancia practicó la natación, llegando a ser parte de la selección de Piura y obteniendo un campeonato a los 12 años. 
En sus inicios en el modelaje, concursó en Miss Perú 1997 como Miss Apurímac. El año siguiente laboró como modelo del programa Gisela contigo, que condujo Gisela Valcárcel en Red Global. Posteriormente empezó a participar en comerciales y desfiles en pasarela, y a aparecer en diversos catálogos en el Perú y el extranjero. Viajó también a Punta del Este, donde compartió con otras modelos de Latinoamérica.
Madrid terminó la carrera de Hotelería y Turismo y estudió Computación e Informática en ISIL. También estudió odontología, su segunda carrera, en la USMP.
Madrid concursó en la segunda temporada del reality show de baile Bailando por un sueño conducido por Gisela Valcárcel, donde obtuvo el cuarto puesto. Clasificó a la última temporada del año llamada Bailando por un sueño: reyes de la pista, donde resultó ganadora. 
Madrid representó a su país en el Bailando por un sueño: segundo campeonato mundial de baile junto al bailarín Kervin Valdizán, donde obtuvo el séptimo puesto. En junio del 2010 participó en el espectáculo musical El mundo al revés, que se presentó en una única función. También protagonizó el videoclip "Eres mentirosa" del grupo Aks.
En mayo de 2011 empezó a laborar en el programa humorístico El estelar del humor, emitido por ATV junto a Carlos Álvarez. El año siguiente el programa cambió de nombre a El cartel del humor.
A fines de 2012 tuvo una breve participación en El gran show: edición especial, pues tuvo que retirarse tras sufrir una aparatosa caída.

## Créditos
| Año  | Título                                                     | Rol         | Notas                        |
| ---- | ---------------------------------------------------------- | ----------- | ---------------------------- |
| 2008 | Bailando por un sueño                                      | Concursante | 4° puesto                    |
| 2008 | Bailando por un sueño: reyes de la pista                   | Concursante | Ganadora                     |
| 2009 | Habacilar: Amigos y rivales                                | Concursante | Ganadora                     |
| 2010 | Bailando por un sueño: segundo campeonato mundial de baile | Concursante | 7° puesto                    |
| 2011 | Habacilar: Amigos y rivales                                | Concursante | 2° puesto                    |
| 2011 | Vidas extremas: talento peruano                            | Concursante | Temporada 4                  |
| 2012 | Dos para las 7                                             | Mentora     | Secuencia "Divas"            |
| 2012 | El gran show: edición especial                             | Concursante | ababona por motivos de salud |

| Año       | Título                        | Notas                  |
| --------- | ----------------------------- | ---------------------- |
| 1998      | Gisela contigo                | Modelo                 |
| 2009      | Fuego cruzado: Vidas extremas | Famosa, 1 episodio     |
| 2009      | Locas & divinas               | Programa de variedades |
| 2011      | El estelar del humor          | Programa humorístico   |
| 2012–2014 | El cartel del humor           | Programa humorístico   |

| Año  | Título            | Rol                     | Notas         |
| ---- | ----------------- | ----------------------- | ------------- |
| 2010 | El mundo al revés | Bailarina de Pole dance | Única función |